# Бадмаева, Цыбикжап Аюшиевна
Цыбикжа́п Аюши́евна Бадма́ева (1928—2007) — советская колхозница, депутат Верховного Совета СССР.

## Биография
Родилась 2 марта 1928 года в селе Ягдыг Баргузинского аймака Бурят-Монгольской АССР. Бурятка. Образование начальное. Член КПСС с 1968 года.
С 1942 года работала в колхозе пастушкой, затем дояркой. В возрасте 25 лет начала работать чабаном, с 1961 года старший чабан колхоза «Гаргинский» Курумканского района Бурятской АССР. Будучи чабаном, стала передовиком производства, ежегодно добивалась высоких показателей по выращиванию ягнят, сохранению поголовья. В 1971 году её чабанская бригада впервые получила и сохранила от каждых 100 маток по 127 ягнят, а в следующем году по 123 ягнёнка. В том же году бригаде присвоено почётное звание «Коллектив коммунистического труда». В 1973 году отара добилась рекордного рубежа – по 131 ягнёнку от 100 овцематок, настриг шерсти составил 4 кг, средний вес ягнёнка составлял 23 кг. Решением Курумканского райкома КПСС и райсовета на курорте Гарга была открыта школа передового опыта Цыбикжап Бадмаевой, где обучались чабаны района. Отработала чабаном 30 лет, до 1991 года.
Депутат Совета Национальностей Верховного Совета СССР 8-9 созывов (1970—1979) от Бурятской АССР. В Верховный Совет 9 созыва избрана от Баргузинского избирательного округа № 517. Будучи депутатом, выполнила наказы избирателей, такие как строительство детского ясли-сада «Теремок», а также моста в Баргузинском районе через реку Баргузин.
Умерла летом 2007 года на 79-м году жизни.

## Семья
Воспитала шестерых детей, имеет 14 внуков и 15 правнуков.

## Награды
- Орден Ленина
- Орден Трудового Красного Знамени
- Золотая медаль ВДНХ СССР (25.07.1974)
- Серебряная медаль ВДНХ СССР (20.12.1972)
- Бронзовая медаль ВДНХ СССР (14.04.1980)
- Диплом Почёта ВДНХ СССР (17.07.1975)
- Заслуженный животновод Бурятской АССР
- множество наград Всесоюзных, республиканских и районных соревнований чабанов